# Neogoniolithon orotavicum
Neogoniolithon orotavicum (Foslie) M. Lemoine ex Afonso Carillo  é o nome botânico  de uma espécie de algas vermelhas pluricelulares do gênero Neogoniolithon, família Corallinaceae, subfamília Mastophoroideae.
- São algas marinhas encontradas em Senegal, Ilhas Canárias e Cabo Verde.

## Sinonímia
- Não apresenta sinônimos.